# Vonoklasy
Vonoklasy – wieś i gmina w Czechach, w powiecie Praga-Zachód, w kraju środkowoczeskim. Według danych z dnia 1 stycznia 2013 liczyła 500 mieszkańców.